# Petrus Pantin
Petrus Pantin (Tielt, 1556 - Brussel, 25 december 1611) was een Zuid-Nederlands hellenist en Neolatijns dichter.

## Levensloop
Pieter Pantin was een kleinneef van Willem Pantin. Zijn ouders waren arm en hadden alle moeite om hem school te laten lopen. Dit is althans wat in sommige biografieën vermeld staat. Bij Johan Decavele klinkt het anders: Pantin zou de zoon zijn geweest van Petrus Pantin senior, die griffier van de stad Tielt was en allesbehalve hulpbehoevend. 
Zijn hogere studies begon de jonge Pantin in Gent en zette hij verder in Leuven, waar hij de lessen volgde van Andreas Schott, die amper vier jaar ouder was. Toen Pantin 20 werd, trok hij samen met Schott op reis om allebei aan buitenlandse universiteiten verder te studeren. Ze trokken eerst naar Douai, waar ze inwoonden bij Philippe de Lannoy, en vervolgens naar Parijs, waar ze onderdak vonden bij Augier de Busbecq. In de Franse hoofdstad maakten ze kennis met vele geleerde mannen: Pithou, Lefèvre de la Boderie, Scaliger, Passerat, Masson enz.
Pantin vervolgde met studies zowel in de letteren als in de godgeleerdheid en werd nog voor 1580 tot priester gewijd. Hij kwam rond die tijd nog even in de Zuidelijke Nederlanden terug, maar de godsdienstoorlogen maakten dat hij ging schuilen in Spanje, waar Schott hem was voorafgegaan en docent Grieks was geworden aan de universiteit van Toledo. Pantin werd met open armen in deze stad onthaald, zowel door Schott als door kanunnik Antoine Covarruvias, die hem onderdak verschafte en hem liet genieten van zijn eruditie en van zijn bibliotheek. Pantin kon er onder meer een Grieks handschrift bestuderen van Joannes Damascenus, dat hij later zou publiceren, met een Latijnse vertaling. In 1584 vertrok Schott naar Saragossa en Pantin volgde hem op in Toledo. Gedurende twaalf jaar bleef hij Grieks doceren. Tegelijk trad hij op als lector en bibliothecaris voor aartsdiaken Garcia de Loaysa Giron, die weldra aartsbisschop van Toledo werd. Hij werd ook kapelaan van koning Filips II.
Van zijn lang verblijf in Spanje maakte Pantin gebruik om in de rijke bibliotheken de vele Griekse en Latijnse handschriften op te sporen, te onderzoeken, te inventariseren en te kopiëren. Hij kon er zelfs een aantal verwerven en bracht alles mee naar de Nederlanden. Hij had onder meer veel handschriften aangetroffen bij Don Garcia, waaronder documenten die afkomstig waren van kardinaal de Mendoza, onder meer een homilie van Germain van Constantinopel. 
In 1587 werd het lichaam van de heilige Leocadie overgebracht van de abdij van Saint-Ghislain in Henegouwen, naar Toledo, haar geboortestad. Pantin wijdde er een gedicht aan: de D. Leocadiœ e Belgica in Hispaniam ad pristinos avitonque lares reversione (Antwerpen, Plantin, 1587 & Parijs, Prato, 1588). 
Pantin bleef steeds de contacten onderhouden met de geleerden in zijn vaderland, meer bepaald met Justus Lipsius. Hij liet hen weten dat hij in de Spaanse universitaire kringen zeer op prijs werd gesteld. In 1593 schreef hij naar Lipsius dat hij niet eerder naar de Nederlanden zou terugkeren dan wanneer de vrede volledig hersteld was. Hij wachtte nochtans niet zo lang, en kwam in 1595 terug in het kielzog van landvoogd Albrecht van Oostenrijk, die hij in Toledo had leren kennen toen hij nog kardinaal was.
Onmiddellijk na zijn terugkeer werd Pantin deken van de Sint-Goedelekerk. Wat later werd hij hoofdaalmoezenier van de Spaanse legers, protonotarius apostolicus, proost van Notre-Dame de Condé en kanunnik van de kathedraal van Ieper. 
Hij bleef daarbij een erudiet onderzoeker, die de oude documenten bestudeerde en publiceerde. Zo publiceerde hij voor het eerst Griekse teksten van kerkvaders, met daarbij een Latijnse vertaling van zijn hand.
In zijn correspondentie met Lipsius kon men vernemen dat hij in 1596 in het kuuroord Spa verbleef om er te herstellen van een ziekte. Lipsius was hem wel graag gezelschap komen houden, maar de schrik voor Hollandse roversbenden hield hem thuis. Toen Lipsius in 1611 overleed, schreef Pantin een grafschrift in verzen en nog andere teksten gewijd aan zijn vriend. Twee maanden later overleed hij zelf en werd in de Brusselse Sint-Goedelekerk begraven. Zijn boeken en handschriften schonk hij aan Schott en toen die in 1629 overleed, werd zijn inboedel overgemaakt aan de jezuïeten in Antwerpen. Na de afschaffing van de jezuïetenorde in 1773 werden de collecties verspreid. De Griekse handschriften die aan Pantin hadden behoord, kwamen in de Koninklijke Bibliotheek terecht, waar ze een van de belangrijke fondsen uitmaken.

## Publicaties
- Homilies quatuor sanctorum Patrum Episcoporum nunc primum édites Grace et Latine, Antwerpen, Joach. Trognaesius, 1598. Homelieën door Methodus, Athanasus, Amphilochius en Johannes Chrysostomus.
- Condones Grescorum Patrum nunc primùm Greece édites, Latineque conuersœ, Antwerpen, 1601. Contient de3 homélies de saint Jean Chrysostome (d'après des manuscrits de Pantin), Jean Damascène, Antiochus (id.), Germanus de Constantinople et des observations sur la première homélie de Jean Damascène sur la nativité de la Vierge, publiée à Paris par Billius en 1577.
- De Difficultatibus et officiis Eegni ac domus regiœ Gothorum, Madrid, 1593 & Francfurt, 1603.
- Μιχαηλοϋ Άποστολίου ΐίαροιμία,ι centuriœ ΧΣΙ proverbiorum cum V. C. Petri Pan tini Tiletani, versione et noiis ipsius ac alior. doctor. Item. Patriarches Gregorii Cyprii Proverbia, Leiden, J . & D. Elsevier, 1604.
- Basilii Seleucies in Isauria Episcopi de Vita ac Miraculis D. Tlieclce Virginis Martyris Iconiensis libri duo. Simeonis Metaplirastes Logollietes de eddem Martyre tractatus singularis, Antwerpen, J. Moretus, 1608.
- Themistii Euphradee Orationes aliquot non édites cum interpretatione Petri Pontini et viri eruditi nous, Leiden, J. Patius, 1614.
- Pantin stuurde ook geleerde epistels en dichtstukken naar andere erudiete heren met wie hij relaties had, zoals Peter Pauwel Rubens, Daniël Heinsius, Justus Lipsius, Oudart, Janus Lernutius, J. Marchant, B. Moretus, Ph. Numan, Er. Puteanus, Max. de Vriendt, en andere.